# Lodovico Adimari

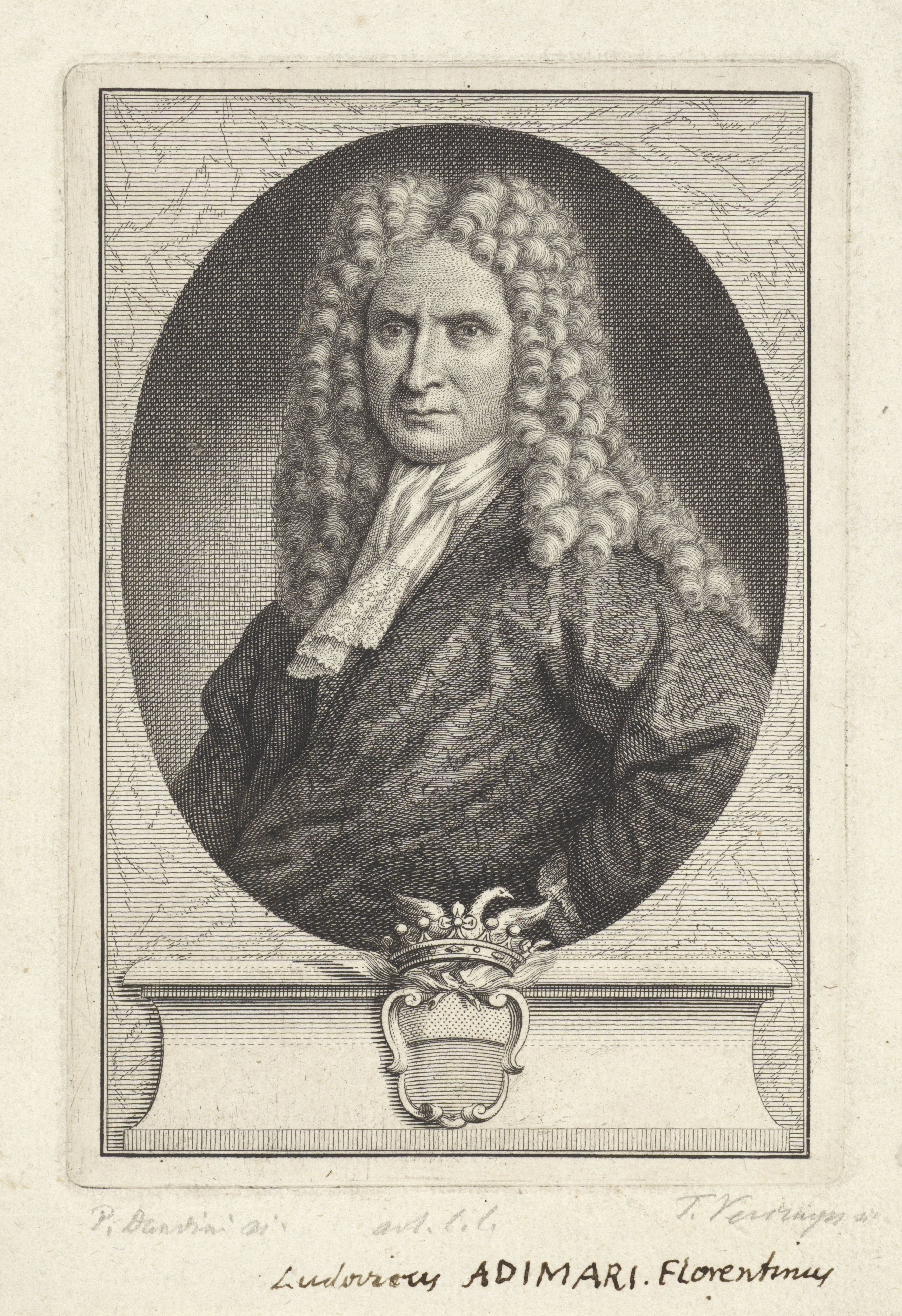
Lodovico Adimari

Lodovico Adimari (* 3. September 1644 in Neapel; † 22. Juni 1708 in Florenz) war ein italienischer satirischer Dichter.

## Leben
Lodovico Adimari stammte aus der alten und angesehenen florentinischen Patrizierfamilie der Adimari. Er studierte an der Universität Pisa bei Luca Terenzi, bereiste die Höfe Italiens und wurde in den späten 1680er Jahren Marchese und Kammerherr des Herzogs von Mantua, Ferdinando Carlo von Gonzaga-Nevers. Auch wurde er Mitglied mehrerer Akademien, so 1691 der Accademia dell’Arcadia und 1694 der Accademia della Crusca. 1697 folgte er auf Betreiben des Großherzogs von Toskana, Cosimo III. de’ Medici, dem berühmten Francesco Redi als Professor der toskanischen Sprache an der Akademie zu Florenz, und hielt zugleich, mit viel Beifall, in der Accademia dei Nobili Vorlesungen über die ritterlichen Wissenschaften. Er starb 1708 im Alter von 63 Jahren in Florenz und wurde in der Familiengruft der Adimari in der Kirche Santa Maria Novella beigesetzt.
Die vorzüglichsten Gedichte Adimaris sind fünf Satiren, von denen zwei zynische Invektiven gegen das weibliche Geschlecht darstellen (postum veröffentlicht zu Amsterdam 1716; neue Ausgabe Livorno 1788 mit einer biographischen Skizze des Autors). Des Weiteren verfasste er u. a. die Komödie Le gare dell’amore et dell’amicizia (Florenz 1679), die Dramen Il carceriere di se medesimo (Florenz 1681) und L’amante di sua figlia (Florenz 1683), die Ludwig XIV. gewidmete Sonetten- und Odensammlung Sonetti amorosi (Florenz 1693), Poesie sacre et morali (Florenz 1696) sowie Prose sacre (Florenz 1706), eine Sammlung von Stücken mit religiöser Thematik in Prosa.
Lodovico Adimari hatte eine Tochter und zwei Söhne, von denen der eine, Buonaccorso, noch im Kindesalter starb und von seinem Vater in einem Sonett betrauert wurde, während der andere, Smeraldo, ebenfalls Dichter wurde und Aufnahme in die Accademia dell’Arcadia fand.